# Балта Јаломица
Балта Јаломица је острво на Дунаву, налази се у округу Јаломице и округу Калараша, Румунија. Окружују га две притоке Дунава, назване "Борчеа" и "Дунареа Вече". Првобитно је то било влажно подручје, прекривено мочварама, шумама, језерима и барама, али је неки део земљишта искоришћен за пољопривреду. Повремено су неки од ових региона и даље поплављени. Аутопут А2 пролази кроз ово острво. Острво има површину од 831,3 км², дужине 94 км и ширина 4–12,5 км. Просечна висина је 10 до 17 метара.

## Галерија
- Бара
- Поплава у Априлу и Мају 2006. године
- Поплављен део земље коришћене за пољопривреду.